# Temnora albilinea
Temnora albilinea är en fjärilsart som beskrevs av Rothschild 1904. Temnora albilinea ingår i släktet Temnora och familjen svärmare. Inga underarter finns listade i Catalogue of Life.